# Zavrč
 Zavrč  est une commune située dans la région de Basse-Styrie en Slovénie non loin de la Croatie.

## Géographie
Zavrč est la plus petite commune en superficie de la Slovénie.

### Villages
Les villages qui composent la commune sont Belski Vrh, Drenovec, Gorenjski Vrh, Goričak, Hrastovec, Korenjak, Pestike, Turški Vrh et Zavrč.

## Histoire
Les archéologues ont découvert des vestiges remontant à l'époque romaine car la zone était traversée par la voie romaine reliant les villes de Poetovio (Ptuj) à Essec (Osijek). On mentionne la paroisse de Zavrč pour la première fois en 1430. À l'époque, la localité porte le nom germanique de Saurig ou Sauritsch.

## Démographie
Entre 1999 et 2021, la population de la commune est restée relativement stable aux alentours de 1 500 habitants,.
Évolution démographique,
| 1999  | 2000  | 2001  | 2002  | 2003  | 2004  | 2005  | 2006  | 2007  |
| ----- | ----- | ----- | ----- | ----- | ----- | ----- | ----- | ----- |
| 1 439 | 1 443 | 1 458 | 1 468 | 1 467 | 1 467 | 1 496 | 1 518 | 1 535 |
| 2008  | 2009  | 2010  | 2011  | 2012  | 2013  | 2014  | 2015  | 2016  |
| 1 526 | 1 529 | 1 609 | 1 638 | 1 714 | 1 802 | 1 755 | 1 717 | 1 778 |
| 2017  | 2018  | 2019  | 2020  | 2021  |       |       |       |       |
| 1 802 | 1 604 | 1 533 | 1 485 | 1 527 |       |       |       |       |